# Kukci
Kukci is een plaats in de gemeente Poreč in de Kroatische provincie Istrië. De plaats telt 368 inwoners (2001).